# Кејв Спрингс (Арканзас)
Кејв Спрингс (енгл. Cave Springs) град је у америчкој савезној држави Арканзас.

## Демографија
По попису из 2010. године број становника је 1.729, што је 626 (56,8%) становника више него 2000. године.
| Група             | 2000.         | 2010.         |
| Белци             | 1.020 (92,5%) | 1.555 (89,9%) |
| Афроамериканци    | 1 (0,1%)      | 15 (0,9%)     |
| Азијати           | 3 (0,3%)      | 32 (1,9%)     |
| Хиспаноамериканци | 24 (2,2%)     | 77 (4,5%)     |
| Укупно            | 1.103         | 1.729         |